# Liste des US Routes en Californie
Les US Routes en Californie font partie du réseau des US Routes. Celles-ci sont entretenues par le Caltrans. Il y en a sept parcourant un total de 1721 miles (2770 km). La US 101 est la plus longue avec 808,11 miles (1 300,53 km) et la plus courte est la US 199 parcourant 36,41 miles (58,60 km).
La Californie utilise encore la version de 1961 des boucliers des US Routes, avec un fond blanc. Les autres États ont tous adopté la version de 1971 avec le fond noir.

## Liste
| Numéro | Longueur (mi) | Longueur (km) | Terminus sud / ouest                                  | Terminus nord / est                                   | Créée | Notes                                                  |
| ------ | ------------- | ------------- | ----------------------------------------------------- | ----------------------------------------------------- | ----- | ------------------------------------------------------ |
| US 6   | 40,51         | 65,19         | US 395 à Bishop                                       | Frontière avec le Nevada près de Benton               | 1937  | Jusqu'en 1964, le terminus ouest était à Long Beach    |
| US 50  | 108,62        | 174,81        | I-80 à West Sacramento                                | Frontière avec le Nevada à South Lake Tahoe           | 1926  | Jusqu'en 1964, le terminus ouest était à San Francisco |
| US 95  | 116,72        | 187,84        | Frontière avec l'Arizona à Blythe                     | Frontière avec le Nevada près de Needles              | 1930  |                                                        |
| US 97  | 54,36         | 87,49         | I-5 à Weed                                            | Frontière avec l'Oregon à Dorris                      | 1935  |                                                        |
| US 101 | 808,11        | 1 300,53      | I-5 / I-10 / SR 60 à Los Angeles                      | Frontière avec l'Oregon près de Smith River           | 1926  | Jusqu'en 1964, le terminus sud était à San Diego       |
| US 199 | 36,41         | 58,60         | US 101 près de Crescent City                          | Frontière avec l'Oregon                               | 1926  |                                                        |
| US 199 | 363,91        | 585,53        | I-15 près de Hesperia                                 | US 395 à la frontière avec le Nevada à Topaz Lake, NV | 1979  |                                                        |
| US 199 | 193,00        | 310,54        | US 395 à la frontière avec le Nevada près de Reno, NV | Frontière avec l'Oregon à Fairport                    | 1979  |                                                        |
|        |               |               |                                                       |                                                       |       |                                                        |